# قصر سفورزا
قصر سفورزا (ایتالیایی: Castello Sforzesco) در میلان، شمال ایتالیا است. این قصر در قرن پانزدهم توسط فرانچسکو سفورزا، دوک میلان، در بقایای یک قلعه باقیمانده از قرن چهاردهم ساخته شده‌است. این قصر بعداً بازسازی و بزرگ شد؛ و در سالهای ۱۸۹۱–۱۹۰۵ دلوکا بلترامی به‌طور گسترده‌ای آن را بازسازی کرد و اکنون شامل چندین موزه و مجموعه‌های هنری شهر است.
ساخت اولیه توسط ارباب محلی Galeazzo II Visconti در سال ۱۳۷۰–۱۳۵۸ سفارش داده شد.
این قلعه به نام یک دروازه در دیوارهای واقع در مجاورت با نام castello di porta giova
(porta zubia) شناخته شده بود.
جانشینان وی Gian Galeazzo، Giovanni Maria و Filippo Maria Visconti آن را بزرگ کردند، تا این که به یک قلعه مربع با مربع ۲۰۰ متر طول، چهار برج در گوشه‌ها و دیوارهایی تا ۷ متر ضخامت (۲۳ فوت) تبدیل شد.
این قلعه محل اصلی اقامت در شهر اربابان ویسکانتی بود و توسط Golden Ambrosian Republic سال ۱۴۴۷ تخریب شد.
در سال ۱۴۵۰، Francesco Sforza، هنگامی که جمهوری‌خواهان را خرد کرد، بازسازی قلعه را آغاز کرد تا آن را به محل زندگی خود بداند.
در سال ۱۴۵۲ او مجسمه‌ساز و معمار filarete را برای طراحی و تزئین برج مرکزی که هنوز به عنوان Torre del Filarete شناخته می‌شود، استخدام کرد.